# Optimisation fiscale
Ne doit pas être confondu avec Fraude fiscale.
L'optimisation fiscale ou évitement fiscal (en anglais tax planning ou tax avoidance) est l'utilisation des asymétries du droit fiscal de différents pays ou régimes (régimes dérogatoires, utilisation de niches fiscales…) afin de réduire le montant de l'imposition tout en respectant les obligations fiscales de chaque pays. L'optimisation fiscale concerne autant l'imposition des personnes que celle des sociétés. Elle comprend les notions d'évasion fiscale et d'expatriation fiscale et se distingue de la fraude fiscale (en anglais tax evasion) ou encore de la résistance fiscale par son aspect légal.

## Aspects techniques
Les principales techniques d'optimisation qu'utilisent les entreprises sont : 
- les redevances ;
- les prix de transfert (prix de cession de biens ou de services échangés au sein d'un même groupe) ;
- les charges financières (optimisation fiscale par sous-capitalisation) ;
- l'implantation dans un pays offrant un régime avantageux (expatriation fiscale ou évasion fiscale)[1].
- l'arbitrage de dividendes nommée par anglicisme Cumcum.

Ces mêmes outils peuvent être utilisés en cas de fraude fiscale.

## Concept de prix de pleine concurrence
Une autorité fiscale, suivant en cela les directives de l'OCDE, évaluera si une pratique relève de l'optimisation fiscale (licite) ou de la fraude fiscale, en usant du principe de prix de pleine concurrence pour les redevances et les prix de transfert : le prix payé pour un bien ou un service est-il peu différent de celui qu'aurait facturé un tiers indépendant pour ce même bien ou service ?   
Par exemple : 
- Si un prêt intra-groupe de la société mère porte un taux d'intérêt très supérieur à celui que pourrait obtenir une filiale solvable auprès d'une banque locale, alors, un contrôle fiscal pourra rejeter la déduction des intérêts ou d'une partie d'entre eux du résultat imposable.
- Si une filiale distribue des produits acquis auprès de sociétés du groupe à un prix similaire à celui d'un produit comparable, alors le prix de cession interne sera réputé conforme.

Le Code de conduite dans le domaine de la fiscalité des entreprises est un groupe de travail émanant du Conseil européen qui a pour mission d'enrayer la concurrence fiscale dommageable à l'échelle de l'Union européenne.

## En France
En France, lorsque des montages à des fins d'optimisation fiscale sont faits dans l'unique but de diminuer la charge d'impôt, mais ne correspondent pas à une réalité économique de la personne imposable (société ou particulier), de tels montages peuvent être qualifiés d'abus de droit, et donner lieu à des pénalités, amendes ou majorations d'impôt au même titre qu'une fraude fiscale.

## Critique
Denis Healey, membre du Parti travailliste et ministre des Finances du Royaume-Uni dans les années 1980, disait que « la différence entre l’optimisation et l’évasion fiscale est dans l’épaisseur des murs d’une prison ».